# Manden af staal
|  | Denne artikel er oprettet af botten PalnaBot ud fra en ekstern database. Den kan derfor have sproglige fejl eller mangler. Denne skabelon kan fjernes efter kontrol af indholdet. |

Manden Af Staal er en dokumentarfilm instrueret af Sidse Kirstine Kjær efter manuskript af Sidse Kirstine Kjær.

## Handling
Et portræt af filmoperatør Bent Staalhøj, som arbejder i Filmhuset i Gothersgade, Kbh.